# Andrzej Marchwiński
Andrzej Felicjan Marchwiński (ur. 29 marca 1905 w Warszawie, zm. 29 czerwca 1946 w Chylicach k. Warszawy)
Syn Władysława (inż. technologa) i Łucji Lauber. Uczeń Gimnazjum Kulwiecia w Warszawie, maturę zdał w kuratorium w 1923 roku; w czasie wojny polsko-bolszewickiej wstąpił do Straży Obywatelskiej w Warszawie – instruktor i d-ca kompanii. W okresie gimnazjalnym działacz na terenie organizacji młodzieżowych: członek Komitetu Wykonawczego Rady Naczelnej Ligi Młodzieży Polskiej.
Od 1923 roku student Wydziału Prawa i Nauk Politycznych Uniwersytetu Warszawskiego, który ukończył w 1927 roku. W 1930 roku został doktorem praw ekonomicznych UW (promotor prof. Eugeniusz Jarra). Ukończył studia w Akademii Prawa Międzynarodowego w Hadze.
Działacz akademicki: dwukrotny prezes Zrzeszenia Akademickich Stowarzyszeń Ligi Narodów 1926-27; prokurator Sądu Koleżeńskiego Bratniej Pomocy Studentów Uniwersytetu Warszawskiego 1926/27. Od roku 1923/24 należy do P.K!A. Aquilonia, w której był dwukrotnym prezesem Korporacji i trzykrotnym oldermanem (wychowawcą młodych członków).
Działacz na terenie międzynarodowym.
Działacz narodowy: wiceprezes Związku Akademickiego Młodzież Wszechpolska i członek jej Rady Naczelnej; działacz Obozu Wielkiej Polski i Stronnictwa Narodowego.
Po ukończeniu studiów w latach 1927-32 pracował w Ministerstwie Spraw Zagranicznych (referendarz w Wydziale Traktatów i Organizacji Międzynarodowych), od 1934 roku kierownik Sekcji Eksportowej Związku Przemysłu Chemicznego R.P., od 1938 roku wicedyrektor Izby Przemysłowo-Handlowej.
Podczas okupacji działał w konspiracji, kierując Wydziałem Izb Przemysłowo-Handlowych w Komitecie Cywilnym (KC) Związku Jaszczurczego i Służbie Cywilnej Narodu (SCN) Narodowych Sił Zbrojnych oraz wchodził w skład Komitetu Ekonomicznego KC/SCN.
Równocześnie działał w Delegaturze Rządu na Kraj ps. „Mierzejewski”, wpierw jako zastępca, a następnie jako kierownik w Sekcji (Departamencie) Spraw Zagranicznych (kryptonim „Moc”), zastępca dyrektora Departamentu Skarbu Delegatury Rządu na Kraj.
Po wojnie pracował naukowo jako wykładowca SGH; czł. redakcji i publicysta „Wiadomości Gospodarczych”, dyrektor Zrzeszenia Eksporterów i Importerów, dyrektor odrodzonej Izby Przemysłowo-Handlowej.
Zmarł na gruźlicę 29 czerwca 1946 w Chylicach k. Warszawy, pochowany na cmentarzu w Chylicach/Konstancinie-Jeziornie.

## Odznaczenia
- Order francuskiej Legii Honorowej V kl.
- Łotewski Order Gwardii III kl.